# Baltazar Tavčar
Baltazar Tavčar (tudi Tautscher), slovenski protireformacijski duhovnik, * okoli 1560, Štanjel, † 18. november 1625, Laško.

## Življenje in delo
Baltazar Tavčar, nečak ljubljanskega škofa J. Tavčarja je gimnazijo končal v Gradcu, filozofijo (1579–82) in teologijo (1582–86) pa je študiral na Dunaju. Službo kaplana je opravljal v raznih župnijah in bil od 1594–97 župnik v Starem trgu pri Slovenj Gradcu in 1597–1625 nadžupnik v Laškem, arhidiakon oglejski, kanonik ljubljanski in apostolski protonotar. Leta 1613 je bil izvoljen za prošta bratovščine M. M. V. Dolorosae v Celju, 1615 član beneficiaticijske komisije, kot tak 1620 v zadevi okoli pripadnosti župnije Šmartno zastopal interese ljubljanske škofije.
Tavčar je predstavnik katoliške obnove v 16. in 17. stoletju. Ko so leta 1586 plemiči najeli protestantskega pridigarja Štefana Kimerlinga in hoteli zgraditi protestsko cerkev v Slovenj Gradcu, je Tavčar, pooblaščen od strica ljubljanskega škofa, takrat tudi cesarjevega namestnika za notranjeavstrijske dežele, to preprečil. Enako odločno je nastopal proti protestantom v Laškem in na celjskem območju.